# Lupinus pachanoanus
Lupinus pachanoanus är en ärtväxtart som beskrevs av Charles Piper Smith. Lupinus pachanoanus ingår i släktet lupiner, och familjen ärtväxter. Inga underarter finns listade i Catalogue of Life.